# Graça Carvalho
Maria da Graça Martins da Silva Carvalho (ur. 9 kwietnia 1955 w Beja) – portugalska inżynier, polityk i nauczyciel akademicki, minister nauki i szkolnictwa wyższego (2003–2004), minister nauki, innowacji i szkolnictwa wyższego (2004–2005), minister środowiska i energii (od 2024), posłanka do Parlamentu Europejskiego VII i IX kadencji.

## Życiorys
Studia inżynierskie ukończyła na Uniwersytecie Technicznym w Lizbonie. W 1983 doktoryzowała się w Imperial College London. Od 1992 była profesorem wydziału inżynierii mechanicznej Instituto Superior Técnico w Lizbonie. Została członkinią do AIAA (American Institute of Aeronautics and Astronautics), AAAS (American Association for the Advancement of Science) i WAAS – World Academy of Art and Science, a w 2009 również członkiem korespondentem Lizbońskiej Akademii Nauk.
W rządzie José Manuela Barroso stała na czele resortu nauki i szkolnictwa wyższego (2003–2004). W gabinecie Pedro Santany Lopesa powierzono jej funkcję ministra nauki, innowacji i szkolnictwa wyższego, którą pełniła w latach 2004–2005.
W kwietniu 2006 została członkiem Biura Doradców ds. Polityki Europejskiej (BEPA) w ramach Komisji Europejskiej, gdzie zajmowała się m.in. sprawami społecznymi, oświatą wyższą, naukę, techniką i innowacyjnością, sprawami energii, ochroną środowiska i zmianami klimatu. Od kwietnia do grudnia 2006 pełniła obowiązki dyrektora generalnego BEPA. W 2009 uzyskała mandat posłanki do Parlamentu Europejskiego z listy PSD. Złożyła go 30 kwietnia 2014, powracając przed końcem kadencji PE do pracy w Komisji Europejskiej. W wyborach w 2019 ponownie została wybrana na eurodeputowaną.
W kwietniu 2024 objęła urząd ministra środowiska i energii w rządzie Luísa Montenegra. W wyborach w 2025 uzyskała mandat posłanki do Zgromadzenia Republiki. W czerwcu 2025 pozostała na dotychczasowej funkcji rządowej w drugim gabinecie lidera PSD.